# UNICON
Vous pouvez aider à l'améliorer ou bien discuter des problèmes sur sa page de discussion.
- Il semble être autobiographique ou autocentré et avoir fait l'objet de modifications substantielles, soit par le principal intéressé, soit par une personne en lien étroit avec le sujet. Il peut être nécessaire de l'améliorer pour respecter le principe de neutralité de point de vue. (Marqué depuis décembre 2024)
- Il peut contenir un travail inédit ou des déclarations non vérifiées. Vous pouvez l’améliorer en ajoutant des références. (Marqué depuis décembre 2024)

Vous pouvez aider à l'améliorer ou bien discuter des problèmes sur sa page de discussion.
- Il ne s’appuie pas, ou pas assez, sur des sources secondaires ou tertiaires. (Marqué depuis décembre 2024)
- Il contient une ou plusieurs listes. Le texte gagnerait à être rédigé sous la forme d’un ou plusieurs paragraphes synthétiques, afin d’être plus agréable à lire. (Marqué depuis décembre 2024)

- Archive Wikiwix
- Bing
- Cairn
- DuckDuckGo
- E. Universalis
- Gallica
- Google
- G. Books
- G. News
- G. Scholar
- Persée
- Qwant
- (zh) Baidu
- (ru) Yandex
- (wd) trouver des œuvres sur Wikidata

UNICON est une convention et des championnats internationaux bisannuels de monocycle sous l'égide de la Fédération internationale de monocycle (IUF).
C'est lors de l'UNICON que les titres de champions du monde de chaque discipline du monocycle sont décernés. L'inscription à l'UNICON est accessible à tous que l'on soit ou non compétiteur.

## Histoire
Le premier UNICON organisé en 1984, appelé "International Unicycling Convention", les épreuves organisées étaient les courses d'athlétisme, le freestyle et le mono-basket.

| Édition      | Date                               | Ville, État            | Pays             |
| ------------ | ---------------------------------- | ---------------------- | ---------------- |
| UNICON I     | 1984                               | Syracuse, New York     | USA              |
| UNICON II    | 1986                               | Uniondale, New York    | USA              |
| UNICON III   | 1987                               | Tokyo                  | Japon            |
| UNICON IV    | 1988                               | Aguadilla              | Porto Rico       |
| UNICON V     | 1991                               | Hull, Québec           | Canada           |
| UNICON VI    | 1992                               | Québec, Québec         | Canada           |
| UNICON VII   | 1994                               | Minneapolis, Minnesota | USA              |
| UNICON VIII  | 5 au 12 août 1996                  | Guildford              | Royaume-Uni      |
| UNICON IX    | 27 juillet au 2 août 1998          | Bottrop                | Allemagne        |
| UNICON X     | août 2000                          | Pékin                  | Chine            |
| UNICON XI    | 25 juillet au 2 août 2002          | North Bend, Washington | USA              |
| UNICON XII   | 23 juillet au 1 août 2004          | Tokyo                  | Japon            |
| UNICON XIII  | 23 juillet au 2 août 2006          | Langenthal             | Suisse           |
| UNICON XIV   | 26 juillet au 4 août 2008          | Copenhague             | Danemark         |
| UNICON XV    | 27 décembre 2009 au 7 janvier 2010 | Wellington             | Nouvelle-Zélande |
| UNICON XVI   | 21 au 31 juillet 2012              | Bressanone (Brixen)    | Italie           |
| UNICON XVII, | 30 juillet au 10 août 2014         | Montréal, Québec       | Canada           |
| UNICON XVIII | 27 juillet au 7 août 2016          | Saint-Sébastien        | Espagne          |
| UNICON XIX   | 29 juillet au 10 août 2018         | Séoul (Ansan)          | Corée du Sud     |
| UNICON XX,   | 26 juillet au 6 août 2022          | Grenoble               | France           |
| UNICON XXI   | 14 au 26 juillet 2024              | Bemidji, Minnesota     | États-Unis       |
| UNICON XXII  | 25 juillet au 7 août 2026          | Steyr                  | Autriche         |

## Compétitions
Les épreuves comprennent de l'artistique (groupe, paire, individuel, technique, street), de l'athlétisme (100 m, 400 m, 800 m, 10 km, marathon), du tout-terrain (cross, muni uphill, muni downhill) du trial, du basketball et du hockey.
Les compétitions qui sont organisées à l'UNICON doivent correspondre au règlement en vigueur produit par l'IUF.

### Monobasket
La pratique du monobasket existait déjà avant le 1er UNICON. C'est une des compétitions qui a toujours été organisée à l'UNICON.
| Edition             | Vainqueur                                            | Finaliste                                            |
| ------------------- | ---------------------------------------------------- | ---------------------------------------------------- |
| UNICON I (1984)     | Coneheads                                            |                                                      |
| UNICON II (1986)    | Puerto Rico All Star Unicycling Basketball Team (en) |                                                      |
| UNICON III (1987)   | Puerto Rico All Star Unicycling Basketball Team (en) |                                                      |
| UNICON IV (1988)    | Puerto Rico All Star Unicycling Basketball Team (en) |                                                      |
| UNICON V (1991)     | Puerto Rico All Star Unicycling Basketball Team (en) |                                                      |
| UNICON VI (1992)    | Puerto Rico All Star Unicycling Basketball Team (en) | Équipe québécoise                                    |
| UNICON VII (1994)   | Équipe québécoise                                    |                                                      |
| UNICON VIII (1996)  | Semcycle Team                                        | Casse-rayons                                         |
| UNICON IXI (1998)   | Semcycle Team                                        |                                                      |
| UNICON X (2000)     | Puerto Rico All Star Unicycling Basketball Team (en) | Semcycle Team                                        |
| UNICON XI (2002)    | Puerto Rico All Star Unicycling Basketball Team (en) | Semcycle Team                                        |
| UNICON XII (2004)   | Puerto Rico All Star Unicycling Basketball Team (en) |                                                      |
| UNICON XIII (2006)  | Swiss Power Team                                     | Puerto Rico All Star Unicycling Basketball Team (en) |
| UNICON XIV (2008)   | Puerto Rico All Star Unicycling Basketball Team (en) | Woom                                                 |
| UNICON XV (2010)    | Woom                                                 | Berkeley Revolution                                  |
| UNICON XVI (2012)   | Woom                                                 | AOC carré                                            |
| UNICON XVII (2014)  | Woom                                                 | Cycl'As                                              |
| UNICON XVIII (2016) | Woom                                                 | SLO Ballerz                                          |
| UNICON XIX (2018)   | Woom                                                 | Cycl'As                                              |
| UNICON XX (2022)    | Woom                                                 | Cycl'As                                              |
| UNICON XXI (2024)   | Cycl'As                                              | Anim'A Fond-Troub                                    |

### Slalom IUF (anciennement Course d'obstacle)
La Course d'obstacle a été renommée en Slalom IUF à l'occasion de l'UNICON XVI.

### Trial
Le trial a fait son apparition à l'Unicon X en 2000 lors d'un atelier organisé par Kris Holm.
À l'Unicon XI en 2002, la première compétition de trial a eu lieu, à cette occasion Kris Holm est devenu le premier champion du monde de monocycle trial. C'est la première discipline urbaine à avoir été organisé en compétition à l'Unicon.
| Edition             | Or                          | Argent           | Bronze              |
| ------------------- | --------------------------- | ---------------- | ------------------- |
| UNICON XI (2002)    | Kris Holm                   |                  |                     |
| UNICON XII (2004)   | Zack Balwin                 | Yoggi            | David Weichenberger |
| UNICON XIII (2006)  | Ryan Atkins                 | Joe Hodges       | Thomas Petracco     |
| UNICON XIV (2008)   | Maxime Cabot                | Joe Hodges       | Márk Fábián         |
| UNICON XV (2010)    | Maxwell Schulze             | Maxime Cabot     | Michael Padial      |
| UNICON XVI (2012)   | Maxwell Schulze Márk Fábián |                  | Maxime Cabot        |
| UNICON XVII (2014)  | Maxwell Schulze             | Jonas Joergensen | Márk Fábián         |
| UNICON XVIII (2016) | Márk Fábián                 | Levente Németh   | Pierre Sturny       |
| UNICON XIX (2018)   | Márk Fábián,                | Erik Winterfeldt | Jonas Joergensen    |
| UNICON XX (2022)    | Márk Fábián                 | Erik Winterfeldt | Tim Desmet          |
| UNICON XXI (2024)   | Márk Fábián                 | Marin Michau     | Mimo Seedler        |

| Edition             | Or                 | Argent              | Bronze             |
| ------------------- | ------------------ | ------------------- | ------------------ |
| UNICON XIV (2008)   | Maria Wegscheider  | Galina Ryom-Røjbek  | Julia Doktorczyk   |
| UNICON XV (2010)    | Galina Ryom-Røjbek | Sophia Pellmann     | Irene Genelin      |
| UNICON XVI (2012)   | Maria Wegscheider  | Federica Tantardini | Sophia Pellmann    |
| UNICON XVII (2014)  | Maria Wegscheider  | Sophia Pellmann     | Nelly Otte         |
| UNICON XVIII (2016) | Maria Wegscheider  | Vera Hofer          | Katrine Jensen     |
| UNICON XIX (2018)   | Lalenia Hirte      | Laura Philippe      | Juliane Mindermann |
| UNICON XX (2022)    | Julia Brétécher    | Lea Opitz           | Roos Seegers       |
| UNICON XXI (2024)   | Julia Brétécher    | Lea Söser           | Evelyn Rohn        |

### Marathon (42 km)
Cette épreuve a été organisée pour la première fois à l'UNICON XIII. Avant, la course sur route de 10 km était appelé "marathon".
Depuis, le marathon a été organisé à chaque édition, à l'exception de l'UNICON XXI.

### Street

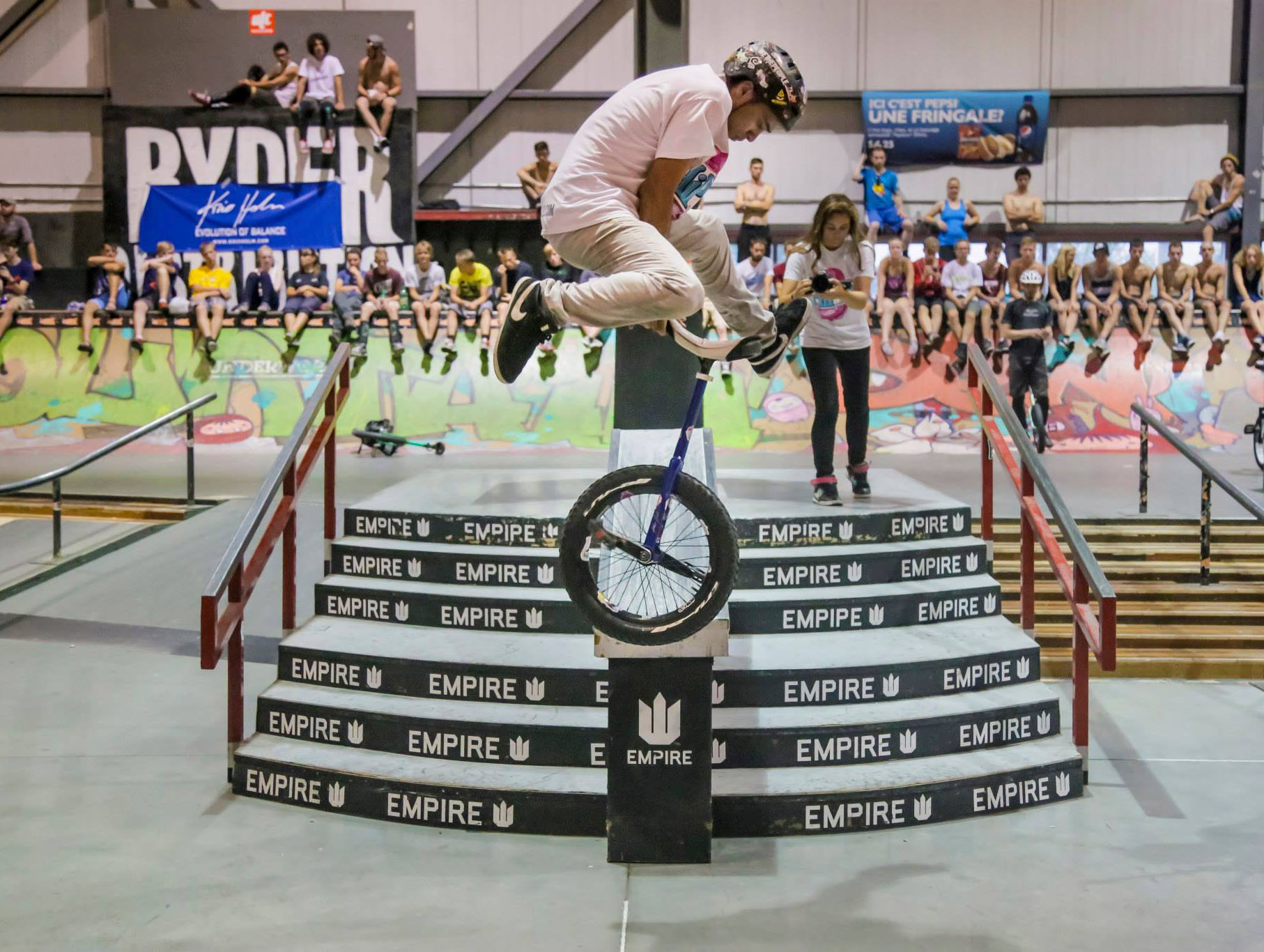
Chris Huriwai durant la compétition de Street de l'UNICON XVII au TAZ à Montréal.

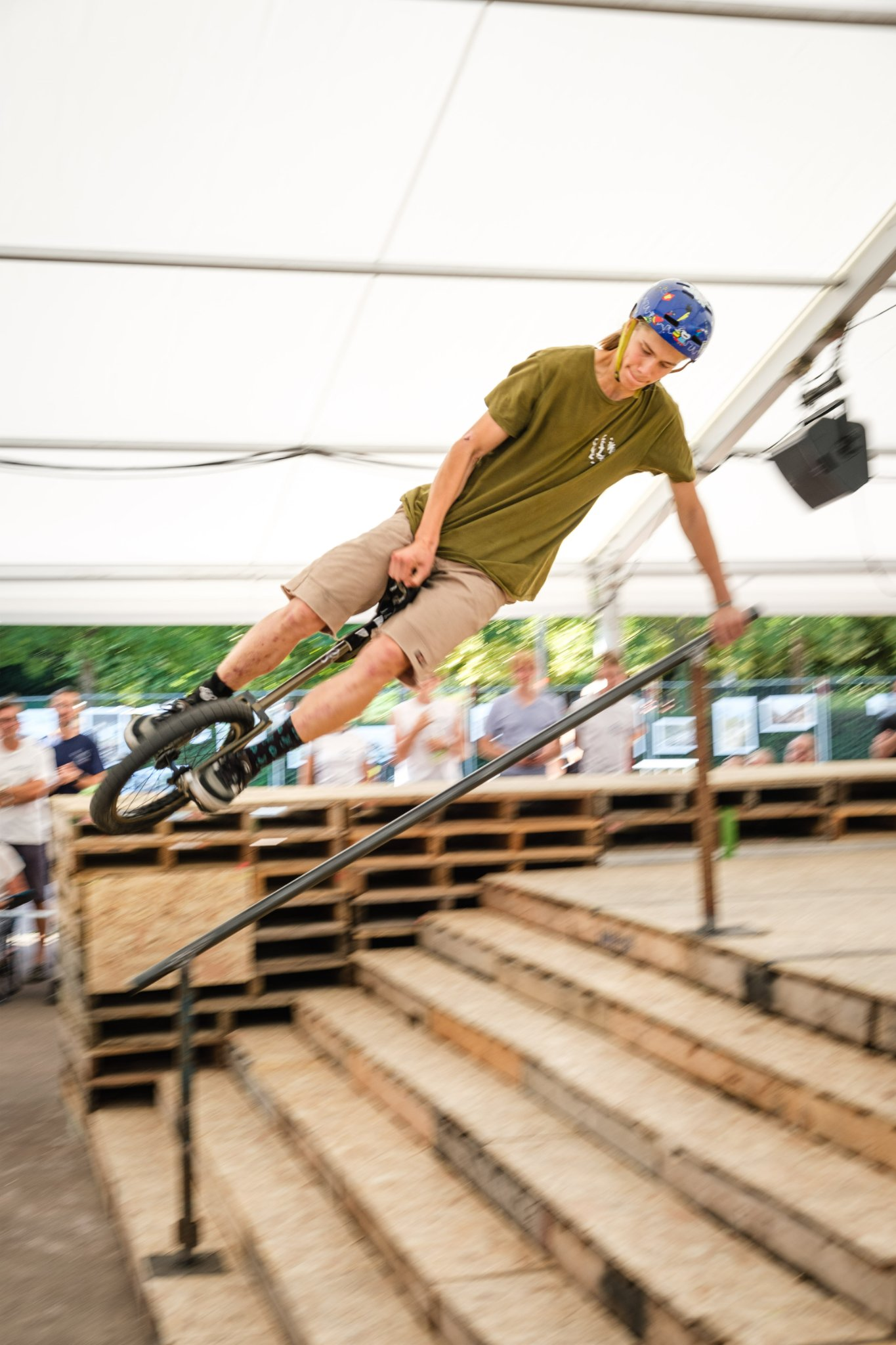
Hand plant de Mimo Seedler durant le Street à l'UNICON XX.

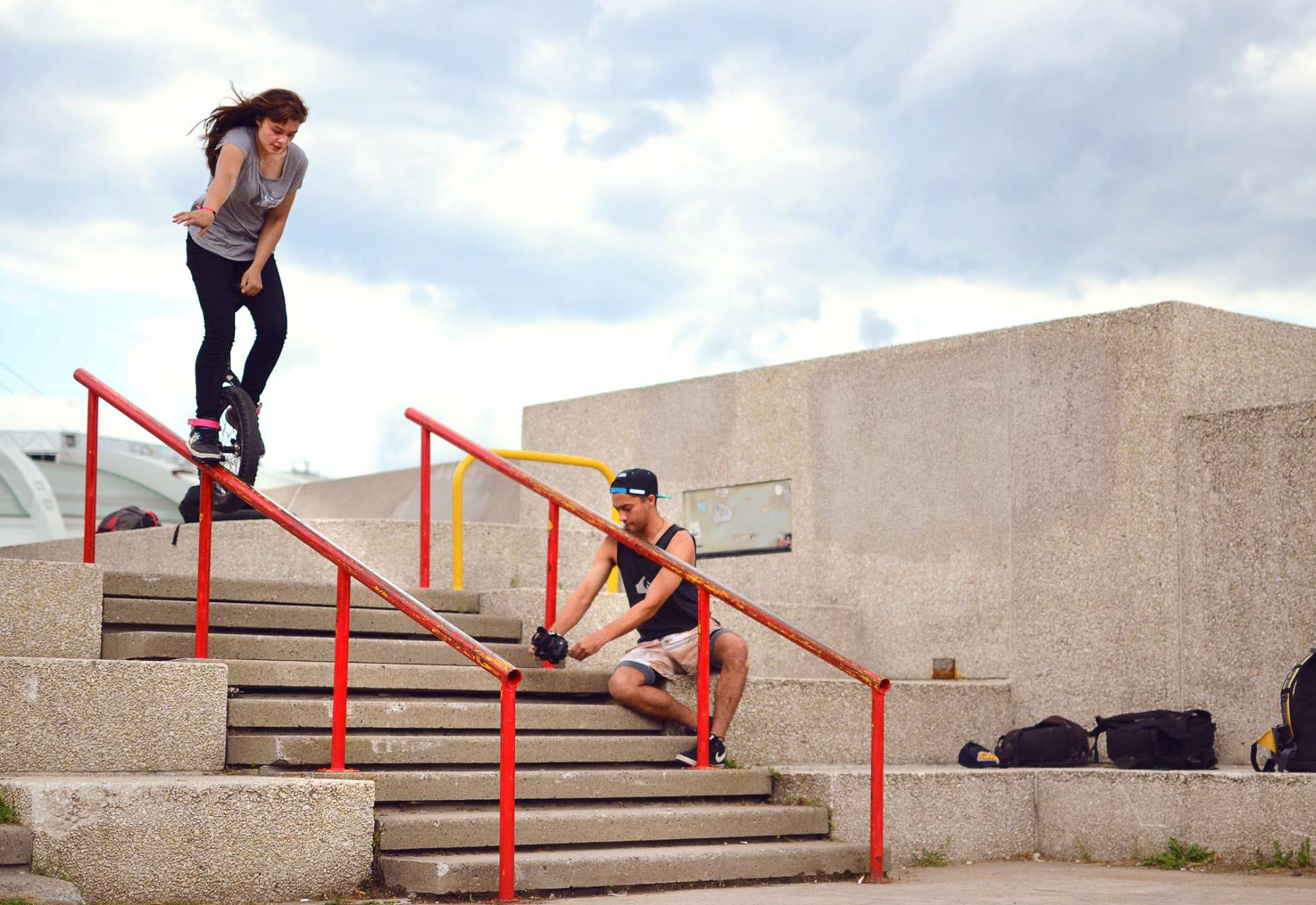
Sam La Hood durant
l'UNICON XVII sur le rail du parc Olympique de Montréal.

Apparu dans les années 2000, cette discipline largement inspiré du skate et du bmx a été organisée en compétition à l'UNICON pour la première fois à l'occasion de l'UNICON XIII en 2006. Il faudra attendre l'édition suivante pour que soit organisée une compétition féminine. Au départ, la compétition de street était rattachée aux disciplines artistiques et était appelée Artistic Street. C'est la deuxième discipline dite urbaine à avoir intégré le programme de l'UNICON. Dès lors, la compétition de street est organisée à l'UNICON à chaque édition, même si les règles ont évolué à plusieurs reprises.
| Edition             | Or                 | Argent         | Bronze              |
| ------------------- | ------------------ | -------------- | ------------------- |
| UNICON XIII (2006)  | Xavier Collos,     | Kevin McMullin | David Weichenberger |
| UNICON XIV (2008)   | Adrien Delecroix,  | Loïc Baud      | Arthur Caron        |
| UNICON XV (2010)    | Chris Huriwai (en) | Loïc Baud      | Maxwell Schulze     |
| UNICON XVI (2012)   | Chris Huriwai (en) | Raphael Pöham  | Tim Desmet          |
| UNICON XVII (2014)  | Chris Huriwai (en) | Jack Sebben    | Maxwell Schulze     |
| UNICON XVIII (2016) | Tim Desmet         | Jack Sebben    | Kornél Auth         |
| UNICON XIX (2018)   | Waylon Batt        | Mimo Seedler   | Chris Huriwai (en)  |
| UNICON XX (2022)    | Mimo Seedler       | Clément Pujol  | Jelle Dillen        |
| UNICON XXI (2024)   | Mimo Seedler       | Jack Sebben    | Wout Chauvaux       |

| Edition             | Or              | Argent                  | Bronze                  |
| ------------------- | --------------- | ----------------------- | ----------------------- |
| UNICON XIV (2008)   | Marine Mirault  | Hannah Kreisz           | Hélène Lelant           |
| UNICON XV (2010)    | Sophia Pellmann | Irene Genelin           | [ notes 1 ]             |
| UNICON XVI (2012)   | Sam La Hood     | Julia Belk              | Mary Wegscheider        |
| UNICON XVII (2014)  | Sam La Hood     | Sophia Pellmann         | Mary Wegscheider        |
| UNICON XVIII (2016) | Sam La Hood     | Sophia Pellmann         | Ebony O'Dea             |
| UNICON XIX (2018)   | Sam La Hood     | Theresa Zieglwalner     | Nina Katharina Beckmann |
| UNICON XX (2022)    | Roos Seegers    | Nina Katharina Beckmann | Rebekka Wiedener        |
| UNICON XXI (2024)   | Roos Seegers    | Nina Katharina Beckmann | Marie Schenker          |

### Flat
Il faudra attendre l'UNICON XIV pour que le Flat prenne son indépendance du Street et soit reconnu comme discipline à part entière.

### 100 km

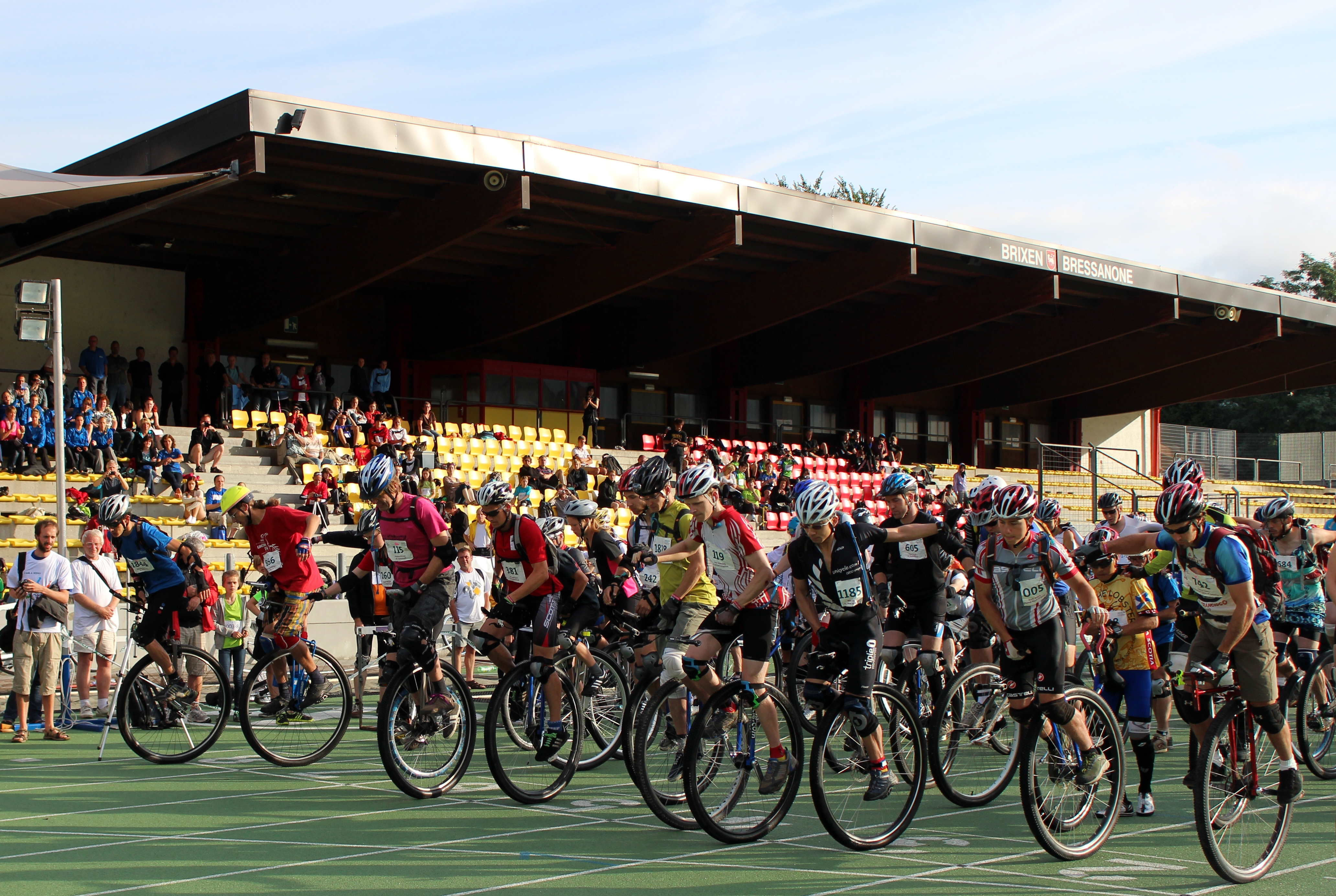
Départ du 100 km, Unicon 16, Brixen 2012

Cette épreuve a été organisée à l'UNICON XVI et à l'UNICON XIX. Lors de la première édition en 2012, la participation était possible en solitaire ou en relais. Par contre, il n'y avait ni catégorie selon la taille de roue ni selon le sexe.
| Edition           | Or                 | Argent             | Bronze        |
| ----------------- | ------------------ | ------------------ | ------------- |
| UNICON XVI (2012) | Christoph Hartmann | Scott Wilton       | Corbin Dunn   |
| UNICON XIX (2018) | Martin Charrier    | Maksym Siegienczuk | Iván Díez Gil |

| Edition           | Or                | Argent        | Bronze           |
| ----------------- | ----------------- | ------------- | ---------------- |
| UNICON XVI (2012) | Christina Nielsen | Nadine Wegner | Regina Schneider |
| UNICON XIX (2018) | Jana Tenambergen  | Mirjam Lips   | Anaïs Hebinger   |

La catégorie standard (limite du diamètre de la roue à 29" maximum et sans moyeu à vitesse) a été ouverte en 2018 (en solitaire et en relai). Il n'y avait que des participants masculins pour la course en solitaire.
| Edition           | Or             | Argent   | Bronze         |
| ----------------- | -------------- | -------- | -------------- |
| UNICON XIX (2018) | Sylvain Gobron | Ken Looi | Souryan Dubois |

### Speed Trial
Cette épreuve a été organisée pour la première fois lors de l'UNICON XVI et depuis reconduit à chaque édition.

### Cyclo-cross
Cette épreuve a été organisée pour la première fois lors de l'UNICON XVII et depuis reconduit à chaque édition.

### X-style
Introduit en 2013, le X-style est une discipline issu du monocycle freestyle qui se concentre davantage sur la technique que la dimension artistique.
L'épreuve du X-style a été organisé pour la première fois lors de l'UNICON XVII (2014) et reconduit à chaque édition.

### Street Slopestyle
Le street slopestyle a été organisé lors des UNICON XVII, XVIII et XIX. Les nouvelles règles du Street se rapprochant trop de celle du Slopestyle, il ne sera pas organisé à l'UNICON XX.
| Edition             | Or          | Argent      | Bronze      |
| ------------------- | ----------- | ----------- | ----------- |
| UNICON XVII (2014)  | Jack Sebben | Eddie Ducol | Elias Poham |
| UNICON XVIII (2016) | Waylon Batt | Kornél Auth | Eddie Ducol |
| UNICON XIX (2018)   | Waylon Batt | Tim Desmet  | Kornél Auth |

| Edition             | Or              | Argent              | Bronze                  |
| ------------------- | --------------- | ------------------- | ----------------------- |
| UNICON XVII (2014)  | Sophia Pellmann | Sam La Hood         | [ notes 1 ]             |
| UNICON XVIII (2016) | Sam La Hood     | Sophia Pellmann     | Ebony O'Dea             |
| UNICON XIX (2018)   | Sam La Hood     | Theresa Zieglwalner | Nina Katharina Beckmann |

### Sauts sur plateforme
Les sauts (en hauteur et longueur) sur plateforme ont été organisées pour la première fois lors de l'UNICON XVIII et depuis reconduit à chaque édition.

### Critérium
Cette course sur route avec de nombreux virages a été organisée pour la première fois lors de l'UNICON XXI.

### Tableau récapitulatif des disciplines à l'UNICON[10],[40]
- Si vous ne connaissez pas le sujet, laissez ce bandeau (vous pouvez alors contacter les auteurs).
- Si vous supprimez le contenu mis en cause (vous pouvez préalablement contacter les auteurs),

argumentez précisément cette suppression dans la page de discussion
(un manque de référence n'est pas un argument ; une recherche réelle de référence doit avoir été effectuée, être formellement documentée).
| Discipline           | 1 | 2 | 3 | 4 | 5 | 6 | 7 | 8 | 9 | 10 | 11 | 12 | 13 | 14 | 15 | 16 | 17 | 18 | 19 | 20 | 21 |
| -------------------- | - | - | - | - | - | - | - | - | - | -- | -- | -- | -- | -- | -- | -- | -- | -- | -- | -- | -- |
| Mono-basket          | X | X | X | X | X | X | X | X | X | X  | X  | X  | X  | X  | X  | X  | X  | X  | X  | X  | X  |
| Mono-hockey          |   |   |   |   |   |   | X | X | X | X  | X  | X  | X  | X  | X  | X  | X  | X  | X  | X  | X  |
| Downhill (muni)      |   |   |   |   |   |   |   |   |   |    |    |    |    |    |    |    |    |    |    |    |    |
| Trial                |   |   |   |   |   |   |   |   |   |    | X  | X  | X  | X  | X  | X  | X  | X  | X  | X  | X  |
| Marathon (42 km)     |   |   |   |   |   |   |   |   |   |    |    |    | X  | X  | X  | X  | X  | X  | X  | X  |    |
| Street               |   |   |   |   |   |   |   |   |   |    |    |    | X  | X  | X  | X  | X  | X  | X  | X  | X  |
| Flat                 |   |   |   |   |   |   |   |   |   |    |    |    |    | X  | X  | X  | X  | X  | X  | X  | X  |
| 100 km               |   |   |   |   |   |   |   |   |   |    |    |    |    |    |    | X  |    |    | X  |    |    |
| Speed Trial          |   |   |   |   |   |   |   |   |   |    |    |    |    |    |    | X  | X  | X  | X  | X  | X  |
| Cyclocross           |   |   |   |   |   |   |   |   |   |    |    |    |    |    |    |    | X  | X  | X  | X  | X  |
| X-style              |   |   |   |   |   |   |   |   |   |    |    |    |    |    |    |    | X  | X  | X  | X  | X  |
| Street Slopestyle    |   |   |   |   |   |   |   |   |   |    |    |    |    |    |    |    | X  | X  | X  |    |    |
| Sauts sur plateforme |   |   |   |   |   |   |   |   |   |    |    |    |    |    |    |    |    | X  | X  | X  | X  |
| Critérium            |   |   |   |   |   |   |   |   |   |    |    |    |    |    |    |    |    |    |    |    | X  |